# Austhovde-naka Iwa
Austhovde-naka Iwa (englische Transkription von japanisch アウストホブデ中岩 ‚Austhovde-Mittelfelsen‘) sind Felsvorsprünge an der Prinz-Harald-Küste des ostantarktischen Königin-Maud-Lands. Sie ragen mitten auf der Landspitze Austhovde am Südufer der Lützow-Holm-Bucht auf.
Japanische Wissenschaftler, die sie auch 1985 benannten, kartierten sie anhand von Vermessungen und Luftaufnahmen aus den Jahren von 1969 bis 1984.